# موتيسية كبيرة الأوراق
موتيسية كبيرة الأوراق (الاسم العلمي: Mutisia macrophylla) هو نوع نباتي يتبع جنس الموتيسية من فصيلة النجمية.